# Клоун Красти
Клоун Кра́сти (англ. Krusty the Clown) — персонаж мультсериала «Симпсоны». Персонажа озвучивает Дэн Кастелланета. Настоящее имя — Ге́ршель Шмо́йкель Пи́нхас Йеруха́м Красто́фский (Herschel Shmoikel Pinchas Yerucham Krustofsky). Ведущий «Krusty the Clown show» и владелец торговой империи Красти, включающей такие бренды, как «Леди Красти», «Монополия Красти», ворота Красти, фирменную свинину Красти, колледж клоунов, летний лагерь Красти, а также сеть ресторанов быстрого питания «Красти Бургер». Возможно, его коммерческая деятельность — пародия на «веселого Рональда», клоуна из рекламы McDonald’s и, по-видимому, владельца компании.

## Биография
Красти родился в еврейском квартале Спрингфилда в семье главного раввина города Хаймана Крастофски. Маленький Гершель должен был пойти по стопам отца (Хайман Крастофски — потомственный раввин), однако он с детства мечтал стать клоуном. Свои первые аплодисменты он заслужил ещё в школе, пародируя отца. Однако подобное стремление вызывало гнев Хаймана, который считал профессию клоуна недостойной. Первый успех пришёл к Красти во время выступления на конференции талмудистов в Кетсхилле, где присутствовал и его отец. После того, как тот увидел, что его сын всё же стал клоуном, Хайман отрёкся от него. После этого Красти начал работать мимом в Тупелло, штат Миссисипи. За счёт собственного трудолюбия он смог построить колоссальную империю Красти. После того, как, рекламируя свинину, он получил инфаркт (он с тех пор носит кардиостимулятор), каждый выпуск своей программы он посвящал борьбе с неграмотностью (ведь он не может читать, но в одном из серии появилась ошибка, что он немного читает по бумажке). В 1990 году его помощник Сайдшоу Боб, не выдержав постоянных издевательств и унижения, подставил Красти, ограбив Kwik-e-Mart, в результате чего Красти попал в тюрьму, однако вскоре вышел оттуда с помощью Барта Симпсона. Проблемы с законом были у него и позднее — в 1996 абсолютно случайно вскрылась колоссальная неуплата налогов, в результате чего бюджет «Krusty the Klown show» был существенно урезан, в фамильном склепе Крастовски похоронили ветеранов, а его роскошный дом пустили с молотка. Всё это настолько потрясло Красти, что он сымитировал собственное самоубийство и попытался начать жизнь заново под именем Рори Би Беллоуза, однако Барт и Лиза Симпсоны смогли уговорить его не делать этого. А также в 14 сезоне мультсериала благодаря Симпсонам он попал в Конгресс, так как он является республиканцем и вступал в эту партию.

## Возраст
Судя по эпизодам «Like Father, Like Clown» и «Today I Am a Clown», на момент отречения отца от Красти тот ещё не прошёл Бар-Мицву, и, следовательно, ему тогда не было 13 лет. В момент воссоединения с отцом Красти сказал: «Мы не видели друг друга уже 25 лет».

## Характер
Несмотря на внешнюю весёлость, моральный облик Красти далёк от совершенства: он много курит, выпивает, нюхает кокаин на работе и проигрывает огромные деньги в азартные игры и на ставках, что неоднократно порождало проблемы со спрингфилдской мафией. Красти не особенно любит детей и рассматривает их, прежде всего, как источник заработка. Однако, несмотря на вышеперечисленные качества, временами он становится невероятно серьёзным и сознательным. Кроме того, в эпизоде, где Красти встречает дочь, он изо всех сил старается быть хорошим отцом, причём бескорыстно. В эпизоде, где Апу изменяет своей жене, Мардж характеризует Красти следующим образом: «Гомер, сколько раз тебе говорить, Красти в реальной жизни – несчастнейший человек!», намекая на то, что его весёлый сценический образ – всего лишь коммерческая маска. Этот факт доказывается ещё тем, что во всех эпизодах, где показаны съёмки шоу Красти, сам клоун, будучи весёлым и зажигательным во время съёмок, резко меняется во время перерыва: его лицо сразу становится либо хмурым, либо усталым, и он первым делом нервно закуривает сигару, сразу начиная обсуждать с самим собой очередную проблему. В серии Midnight Rx упоминается, что Красти страдает шизофренией, его частые перемены настроения и характерный смех – проявление болезни. В некоторых сериях, например, «Лагерь Красти», «Once Upon a Time in Springfield» и иногда в серии «Apocalypse Cow», показывают, что Красти — продажный человек и его легко купить, лишь бы чтобы Красти сделал то, что его попросили. Ведь в серии «Лагерь Красти» Барт сказал ему, почему он сдался и сделал это, Красти ответил, что к его дому подогнали целый самосвал с деньгами, он не каменный и он ничего сделать не мог. В некоторых сериях было показано доказательство того, что он продажный человек, и если ему откажут, уволят из шоу. В одной из серии увольнение стало окончательной, но его приняла одна особа, которая в прошлом дала ему "руку помощи" и он стал работать на FOX. Только не ясно, остался Красти в том же шоу или нет.

## Красти Бургер
«Красти Бургер» (англ. Krusty Burger) — вымышленная сеть ресторанов фастфуда, владельцем которой является клоун Красти. Эта ситуация пародирует отношения ресторанной сети «Макдональдс» и его символа – клоуна Рональда Макдональда. «Красти Бургер» – одна из немногих сетей ресторанов фастфуда в Спрингфилде, в одном из эпизодов упоминается, что Красти платит деньги спрингфилдской мафии за то, чтобы она не пускала в город конкурентов.
Во время Олимпиады 1984 года в Лос-Анджелесе компания «Красти Бургер» проводила лотерею, когда каждый желающий получал билет с написанным на нём названием вида спорта. Если в этой дисциплине побеждали спортсмены из США, он мог получить бесплатный Красти Бургер. Однако на билетах были написаны лишь те виды спорта, в которых обычно побеждали спортсмены СССР и стран социалистического лагеря, так что согласно изначальной задумке потери компании должны были быть ничтожны. Однако СССР бойкотировал Олимпиаду-84, и Красти потерял 44 млн. долларов. В эпизоде он гневно восклицает, что лично плюнет в каждый 50-й бургер, на что Гомер радостно воодушевляется, отмечая, что это даёт хорошие шансы.
В эпизоде Scuse Me While I Miss the Sky показывается, что Красти скрепляет степлером недоеденные гамбургеры и вновь пускает их в продажу.

## Эпизоды
- «Krusty Gets Busted» — Красти арестовывают по ложному обвинению.
- «Today I Am a Clown» — Красти проходит бар-мицву. А также он рассказывает главе комитета Аллеи Славы Евреев, в какой части тела было обрезание.
- «Like Father, Like Clown» — Красти примиряется со своим отцом.
- «Bart the Fink» — Красти разоряется, из-за проблем с налоговой инспекцией.
- «Homie the Clown» — У Красти проблемы с мафией.
- «Insane Clown Poppy» — Красти встречает свою дочь.
- «Once Upon a Time in Springfield» — Красти находит свою любовь.
- «Clown in the Dumps» — у Красти умирает отец.
- «Not It» — Красти в образе в образе Пеннивайза является титульным антагонистом.

## Будущее Красти
В серии Future-Drama он будет недолго встречаться с Мардж. А также в одной из серии в будущем он живет в доме престарелых и на клоуна Красти он не будет похож.